# Бенальо, Франческо
Франческо Бенальо (итал. Francesco Benaglio; ок. 1432, Верона, Венецианская республика — предположительно 1492, там же) — веронский художник кватроченто.

## Биография

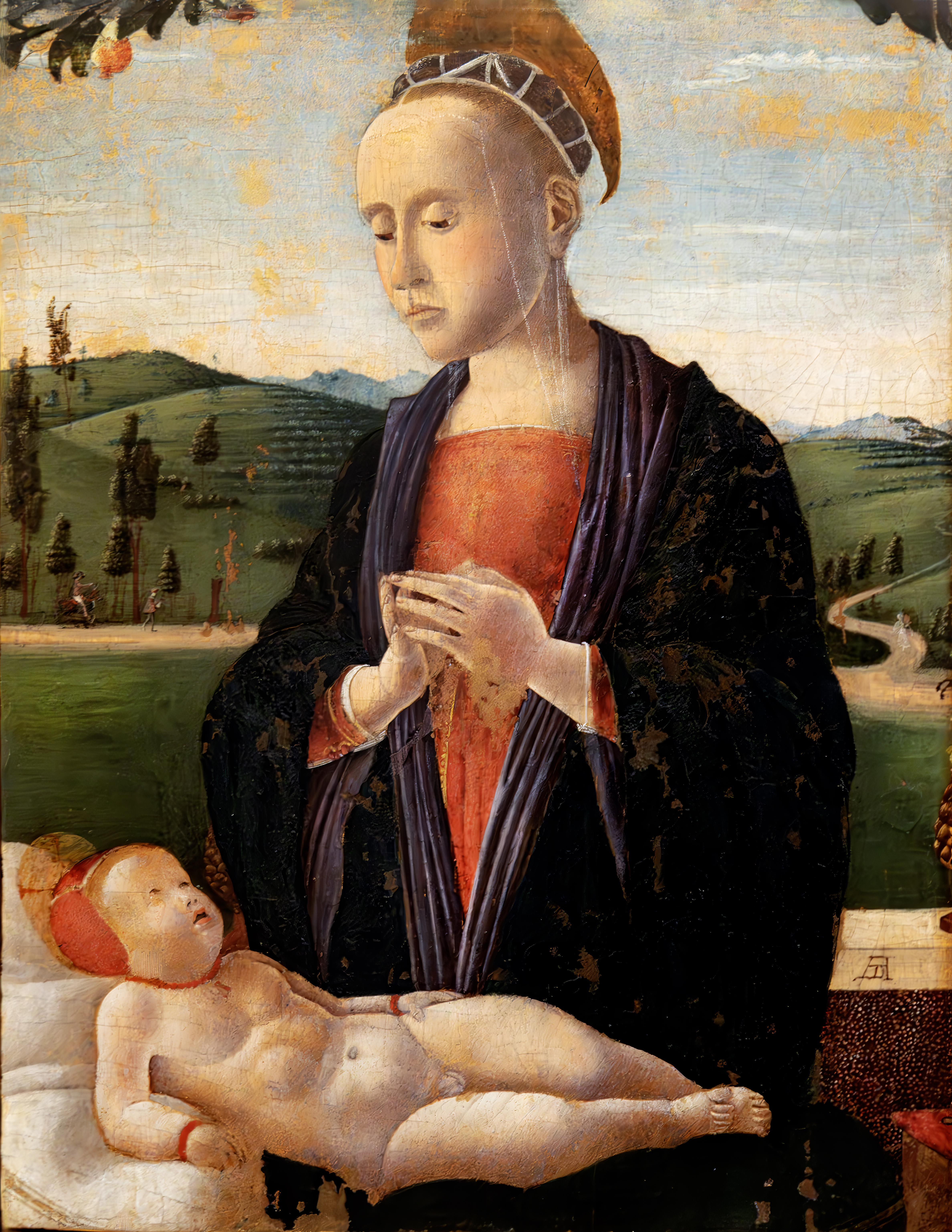
«Мадонна с младенцем» (1480-е). Дерево, темпера. Коррер, Венеция

Родился около 1432 года в Вероне в семье Пьетро далла Бьяда, выходца из Бергамо. Позднее принял фамилию благородной бергамской семьи Бенальо. Сведений о жизни художника очень мало. Самое раннее упоминание о нём в документах относится к сентябрю 1462 года и связано с написанием им триптиха для церкви Сан-Бернардино в Вероне. Это произведение Бенальо считается искусствоведами одной из лучших его работ. На триптихе изображены Мадонна с младенцем на троне и святой Бернардин, стоящий перед ними на коленях. По сторонам от центрального образа изображены святые Пётр, Павел, Франциск, Иероним, Людовик и Антоний Падуанский. В работе заметны черты влияния творчества Андреа Мантеньи, в частности, его триптиха для базилики Сан-Дзено в Вероне.
Имя художника упоминается в веронских кадастрах и регистрах за 1465, 1472 и 1473 годы. В 1475 году, вместе с ещё одним художником по имени Мартино, Бенальо был приговорен судом к четырём месяцам тюрьмы за непристойные картинки на фасаде дворца Саграмозо. Через год после этого им была написана фреска «Святые Варфоломей, Зенон, Иероним и Франциск» в церкви Санта-Мария-Делла-Скала. Фреска была утрачена в 1738 году. Имя художника упоминается в веронских кадастрах за 1482 и 1492 год, но в регистре того же года его сын Джероламо Бенальо был назван сиротой. По этой причине искусствоведы считают датой смерти художника 1492 год.
Работы Бенальо входят в собрания ряда музеев и частные коллекции в Венеции, Бергамо, Перудже. В музее Кастельвекьо в Вероне находятся «Умерший Христос на руках Богоматери», «Святой Иоанн» и несколько мужских портретов. «Мадонна с младенцем» кисти Бенальо ныне находится в частной коллекции Шаландон в Париже. Другая его «Мадонна с младенцем» входит в собрание Академии Тадини в Ловере. В Национальной галерее искусств в Вашингтоне экспонируется ещё одна «Мадонна с младенцем» кисти художника, которая является частью коллекции Вайденера. Авторству Бенальо приписывается картина «Пьета» в ризнице церкви Санти-Надзаро-э-Чельсо в Вероне и фрески в капелле Лаваньоли в церкви Сант’Анастазия в том же городе.
Бенальо обогатил веронскую живописную школу традициями падуанской школы, предвосхитив переход от стиля поздней готики к новому изобразительному языку ренессанса.